# Toryská pahorkatina
Toryská pahorkatina je geomorfologický podcelek Košické kotliny. Leží v její východní části a zabírá území Toryské nížiny mezi Prešovem, Košicemi a Slanskými vrchy, až po hranici s Maďarskem.

## Polohopis
Území zabírá mírně zvlněnou východní a severní část kotliny v povodí řek Hornád, Torysa a Olšava. Na západě navazuje Košická rovina, málo zvlněná část Košické kotliny, severněji pak Hornádské predhorie a Sopotnické vrchy, patřící do Čierné hory a Šarišská vrchovina. Na severu navazují podcelky Spišsko-šarišského medzihoria, Šarišské podolie a Stráže, na severovýchodě na kratším úseku Záhradnianska brázda, která je součástí Beskydského predhoria. Východně vystupují Slanské vrchy a jejich podcelky Šimonka, Makovica, Mošník, Bogota a Milič. 

## Chráněná území
Toryská pahorkatina patří mezi středně hustě osídlené oblasti a zejména v okolí měst Košice a Prešov je země výrazně poznamenána následky lidské činnosti. Zejména centrální rovinatá část pahorkatiny je intenzivně zemědělsky využívaná, zachovaných přírodních území je tedy i zde poměrně málo. Chráněné území se nacházejí zejména na okraji pahorkatiny. Ve střední části je národní přírodní rezervace Gýmešský jarok a přírodní rezervace Mirkovská kosatcová louka, ve střední části leží chráněný areál Nižnočajská pieskovňa a národní přírodní památka Herlianský gejzír. 

## Doprava
Pahorkatina patří mezi dopravně nejvýznamnější oblasti regionu, protože skrze ní vedou severojižní i západovýchodní tranzitní koridory. V Košicích i Prešově se křižují významné silniční komunikace evropského významu s cestami nadregionálního významu. Metropolemi vede dálnice D1, okrajově také rychlostní silnice R4 . Ze západu na východ vedou mezinárodní cesty E 50 a E 58, ze severu na jih E 71 a E 371. Územím vedou i hlavní železniční tratě ze Žiliny, z Polska, z Maďarska i z Ukrajiny, na které se napojují lokálně tratě. Specifickou roli hraje širokorozchodná železniční trať Užhorod – Haniska pri Košiciach, která je využívána na zásobování železáren. 